# تنسا (آلاباما)
تنسا (به انگلیسی: Tensaw) یک منطقهٔ مسکونی در ایالات متحده آمریکا است که در شهرستان بالدوین، آلاباما واقع شده‌است. تنسا ۴۲٫۹۸ متر بالاتر از سطح دریا واقع شده‌است.